# ドナウの娘

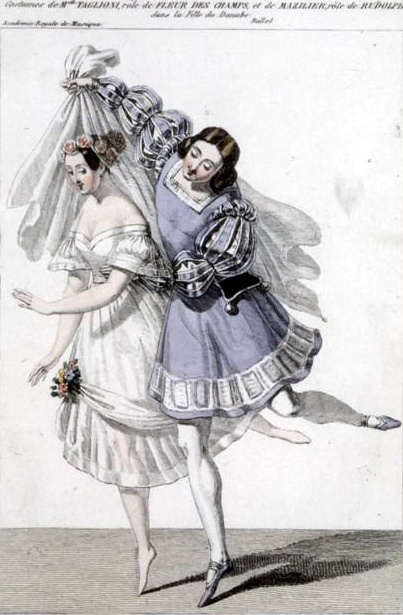
『ドナウの娘』を演じるM・タリオーニ（左）とJ・マジリエ（右）（1836年）

ドナウの娘（ドナウのむすめ、原題: La fille du Danube）は、1836年に初演された全2幕のバレエである。
音楽は『ジゼル』（1841年）で知られるアドルフ・アダン。一世を風靡した名バレリーナ、マリー・タリオーニのために父フィリッポ・タリオーニ（1777年–1871年）が台本と振付を手がけた。

## 沿革
初演
1836年9月21日にパリ・オペラ座で、マリー・タリオーニ（フルール・デ・シャン）、ジョゼフ・マジリエ（ルドルフ）のキャストで初演された。
1838年1月29日にも、マリー･タリオーニはサンクトペテルブルクにてこの作品を上演した。
再演
1880年にマリウス・プティパがレオン・ミンクスの編曲によりサンクトペテルブルクで再演した後、長らく上演が途絶えていたが、1978年にピエール・ラコット（1932年 - ）が、フィリッポがアダンに与えた指示書などをもとに復元し、ブエノスアイレスのテアトロ・コロン劇場においてギレーヌ・テスマー（フルール・デ・シャン）とミカエル・ドナール（ルドルフ）を初演キャストに迎えて上演した。
日本では2006年に東京バレエ団が、ラコット本人からの指導を受けてレパートリーに加えている。この舞台成果などに対して、第6回朝日舞台芸術賞が授与された。
なお、1999年にPaul Chalmersも、タリオーニ版の復刻をイタリアのヴェローナ・バレエ団のために発表している。

## 主な登場人物
1. フルール・デ・シャン（ドナウの娘）：ヒロイン、村人の養女として育つ。
2. ルドルフ：フルールの恋人、男爵の従者
3. ドナウ川の女王：フルールの庇護者
4. 男爵：フルールの住む村の領主

## あらすじ
以下に記載するあらすじは、1978年ラコット復元版による。
第1幕
ドナウ川の岸辺で発見され、村娘として育った美少女フルール・デ・シャン。彼女には将来を誓い合った恋人ルドルフがいる。
ある日、男爵の城で花嫁を選ぶ舞踏会が催され、村に住む未婚の娘が全員招かれる。フルールは身体が不自由なふりをして求婚を逃れようとするが、却ってその姿を哀れに思った男爵から求婚されてしまう。
それを止めようとしたルドルフは男爵の従卒たちに捕らえられ、進退窮まったフルールは城のバルコニーからドナウ川に投身してしまう。
第2幕
フルールの投身を目の当たりにしたルドルフは、男爵や従卒たちを振り切って自分も川に身を投げる。
ルドルフが辿りついたドナウ川の水底には、ドナウ川の女王と沢山の水の精たちがいる。女王は「水の精たちの中からフルール・デ・シャンを見つけよ」とルドルフに命じる。彼は見事にこの試練を乗り越え、女王の祝福を受けて、二人は共に地上へと還る。